# Sojwe
Sojwe é uma vila localizada no distrito Kweneng em Botswana. Possuía, em 2011, uma população estimada de 3 983 habitantes.